# Livorno (stad)

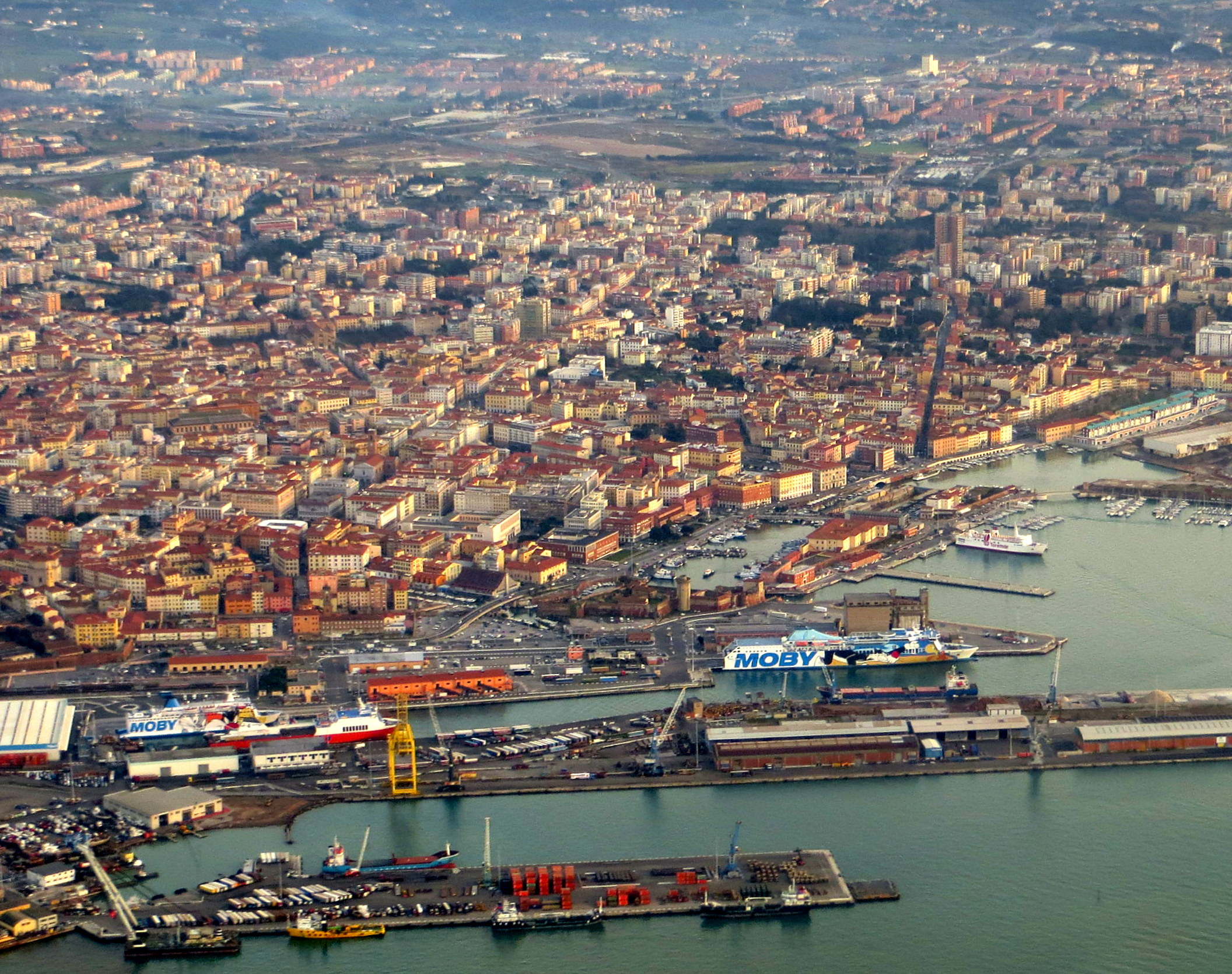
Livorno

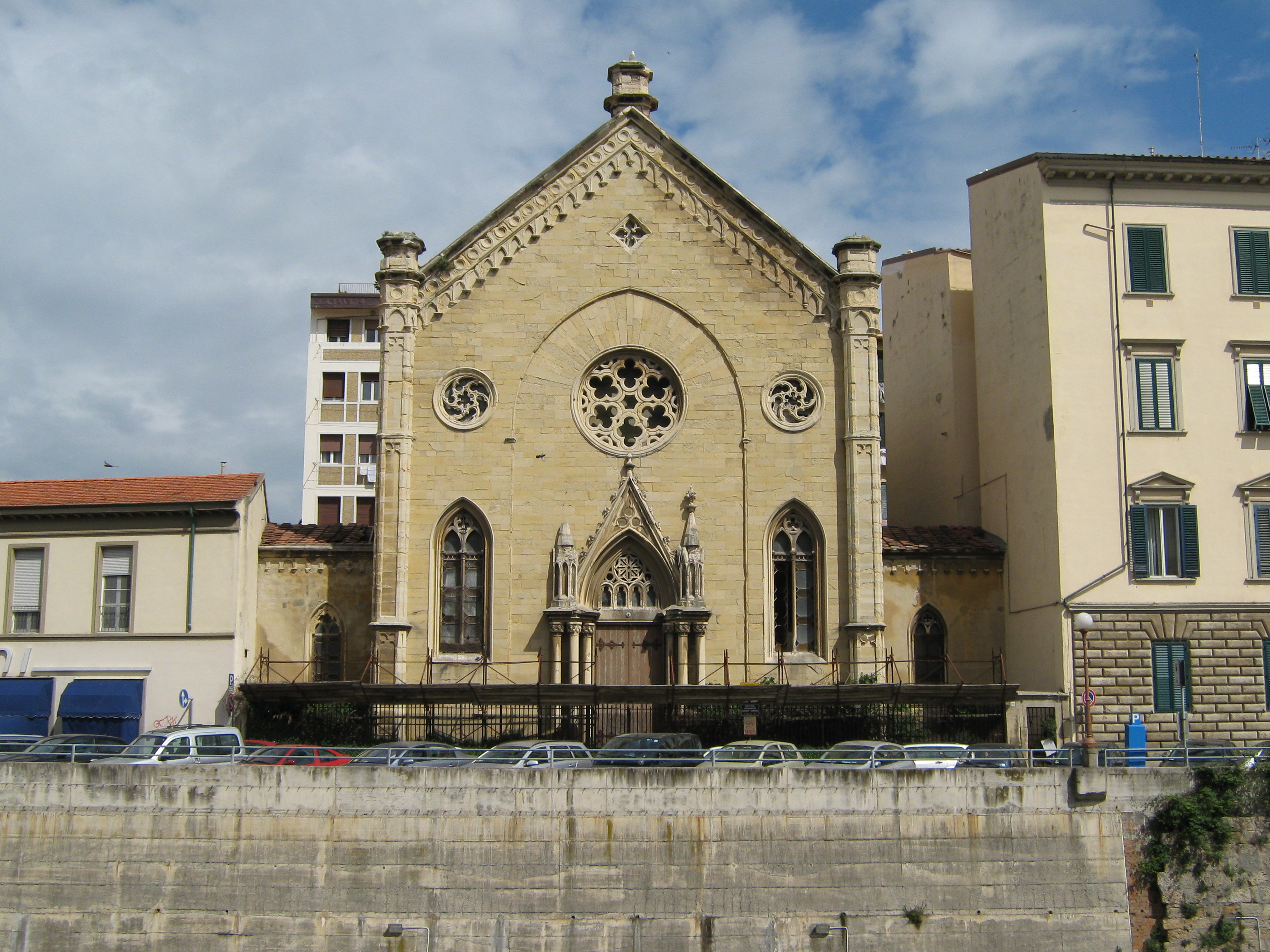
De verlaten Tempel van de Duits-Nederlandse congregatie, die bekendstaat als Nederlandse Kerk

Livorno is een havenstad aan de Ligurische Zee aan de westelijke rand van Toscane, Italië. Het is de op twee na grootste havenstad aan de westkust van het land, en hoofdstad van de gelijknamige provincie. In 2023 had de stad 152.914 inwoners.

## Geschiedenis
De stad is de jongste grote stad in Toscane. Begin 15e eeuw was het niet meer dan een vissersdorpje in de republiek Pisa. Door verzanding van de natuurlijke haven van Pisa moest naar een alternatief gezocht worden en dit werd gevonden in Livorno, 15 kilometer zuidelijker. Bij de nieuwe haven werd een stad gebouwd in de vorm van een vijfpuntige ster.
Tijdens de renaissance onder de Medici, vanaf de 16e eeuw was de stad belangrijk, en kende zij veel hoogtepunten. Aan het einde van de 18e eeuw werd de stad uitgebreid door Leopold II, groothertog van Toscane, waar Livorno onder viel tot de Italiaanse eenwording. Livorno groeide hiermee tijdelijk uit tot de tweede stad van het huidige Italië. De groothertog opende de stad tevens voor buitenlandse handelslieden. Onder Ferdinand I werd het vanaf 1590 een vrijhaven, en de stad bleef dit tot 1860, toen zij deel werd van het koninkrijk Italië.
Tijdens de Tweede Wereldoorlog werd Livorno verschillende keren gebombardeerd, waarbij zowel strategische doelwitten als de haven en de olieraffinaderij ernstig werden beschadigd. Verder leden veel historische monumenten, onder meer een kathedraal en een synagoge, schade.
Livorno maakt vanaf de zeezijde een drukke en moderne indruk. Het stadsdeel wordt gedomineerd door drie forten die herinneren aan de vestingwerken die in vroegere tijd werden opgeworpen. Eveneens aan de haven valt het standbeeld van de vier Moren op, waarbij op de sokkel Ferdinand de Eerste der Medici al sind 1624, zeker van zichzelf, rondkijkt.
De Italiaanse Instituut voor de Marine is gevestigd in Livorno.
De volgende frazioni maken deel uit van de gemeente: Valle Benedetta.

Bij de gemeente Livorno hoort ook het eiland Gorgona.

## Bezienswaardigheden in en rondom Livorno
- Kathedraal (1594-1606)
- Centrale markt met markthal

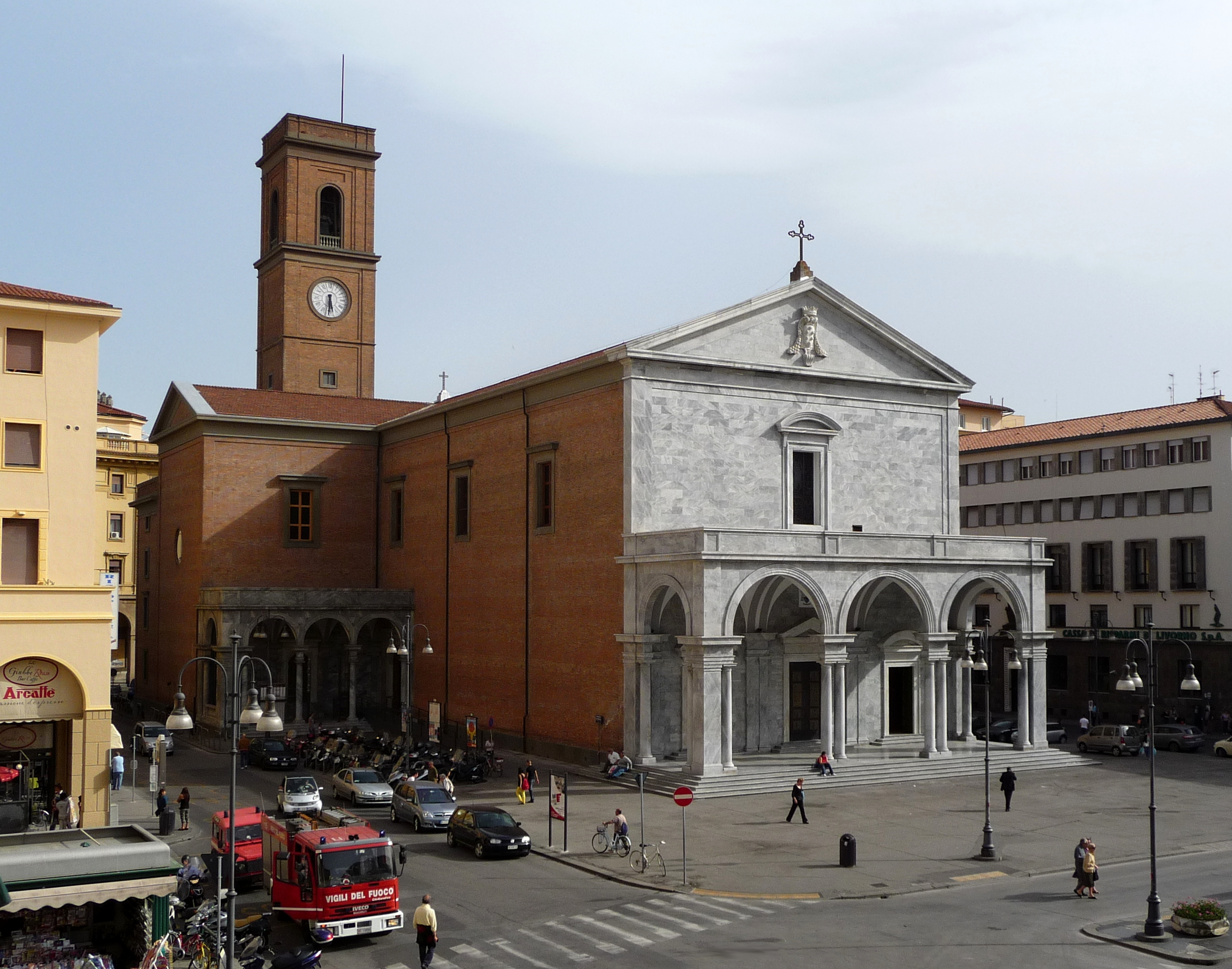
Kathedraal van Livorno

- Haven met gedenkteken voor Ferdinando I de' Medici ("Quattro Mori")
- Stadswijk Venezia (1629, met kanalen die aan Venetië doen denken)
- Fortezza Vecchia (vesting, 1521-1534) bij de haven
- Fortezza Nuova (vesting, 1590)
- Viale Italia (promenade langs de zee)
- Terazza Mascagni (terras aan de oever)
- Klooster van Montenero boven de stad
- Bottini dell’Olio: een opslagplaats voor olie, gebouwd in de 18de eeuw
- Tempel van de Duits-Nederlandse congregatie (1862)
- Il Fanale di Livorno, de middeleeuwse vuurtoren van Porto Pisano.

## Musea in Livorno
- Museo Civico (Villa Fabbricotti, schilderkunst)
- Museo Virtuale d'Arte Contemporanea
- Museo Fattori
- Museo Mascagnano
- Museo Marini
- Museo Provinciale di Storia Naturale
- Fondazione Trossi Uberti
- Museo di Santa Giulia

## Specialiteiten van Livorno
- Cacciucco
- Cinque e cinque
- Ponce of torpedine

## Sport
De voetbalclub van Livorno is AS Livorno Calcio.

## Verkeer en vervoer

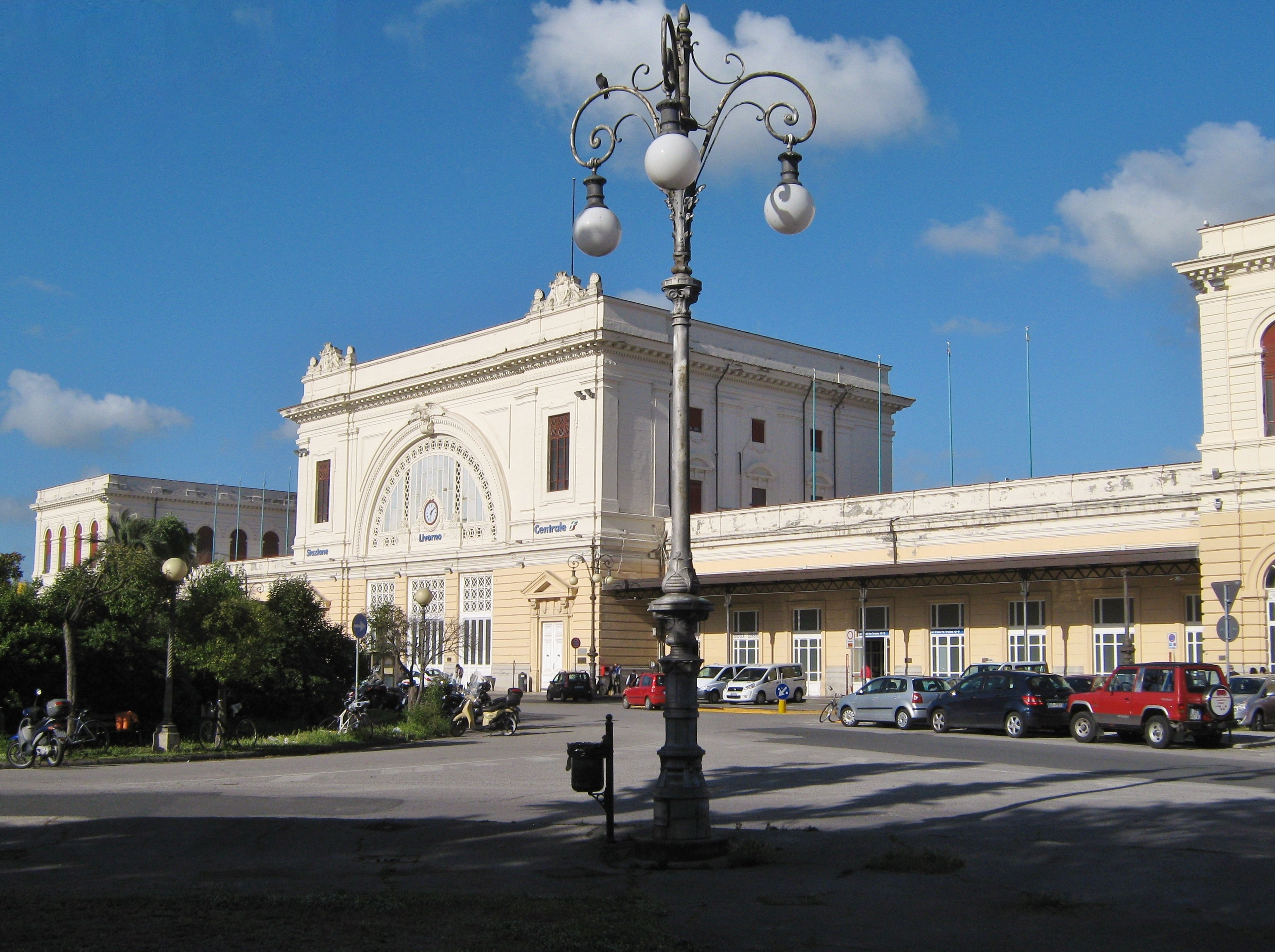
Station Livorno Centraal

Livorno is bereikbaar via de A12. Het beschikt over een spoorwegstation, Station Livorno Centraal. Dichtstbijzijnde luchthaven is Luchthaven Pisa Galileo Galilei in Pisa. Tevens vertrekken vanuit Livorno verschillende veerdiensten naar Corsica en Sardinië.

## Zustersteden
- Bat Yam (Israël)
- Guadalajara (Spanje)
- Hải Phòng (Vietnam)
- Novorossiejsk (Rusland)
- Oakland, Californië (VS)

## Geboren
- Benedetto de Greyss (1714-1758), tekenaar
- Pietro Nardini (1722-1793), violist en componist
- Giuseppe Maria Gioacchino Cambini (1746-1825), componist en dirigent
- Matilde Malenchini (1779-1858), kunstschilderes
- Pietro Avoscani (1816-1891), architect
- Giovanni Fattori (1825-1908), schilder
- Ernesto Padova (1845-1896), wis- en natuurkundige
- Pietro Mascagni (1863-1945), operacomponist
- Federico Caprilli (1868-1907), cavalerie-officier en ruiter
- Federigo Enriques (1871-1946), wiskundige
- Amedeo Modigliani (1884-1920), schilder en beeldhouwer
- Nedo Nadi (1894-1940), schermer
- Aldo Nadi (1899-1965), schermer
- Galeazzo Ciano (1903-1944), fascistisch politicus
- Elio Toaff (1915-2015), opperrabbijn van Rome
- Olimpio Bizzi (1916-1976), wielrenner
- Aurelio Lampredi (1917-1989), ontwerper van auto- en vliegtuigmotoren
- Carlo Azeglio Ciampi (1920-2016), president van Italië (1999-2006)
- Voltolino Fontani (1920-1976), artiest
- Giotto Bizzarrini (1926-2023), autobouwer
- Paolo Virzì (1964), filmregisseur en scenarioschrijver
- Massimiliano Allegri (1967), voetbalcoach
- Luca Banti (1973), voetbalscheidsrechter
- Cristiano Lucarelli (1975), voetballer
- Alessandro Lucarelli (1977), voetballer
- Filippo Volandri (1981), tennisser
- Andrea Perrino (1984), golfprofessional
- Andrea Baldini (1985), schermer
- Leonardo Pavoletti (1988), voetballer
- Gabriele Detti (1994), zwemmer
- Luca Marianucci (2004), voetballer

## Galerij

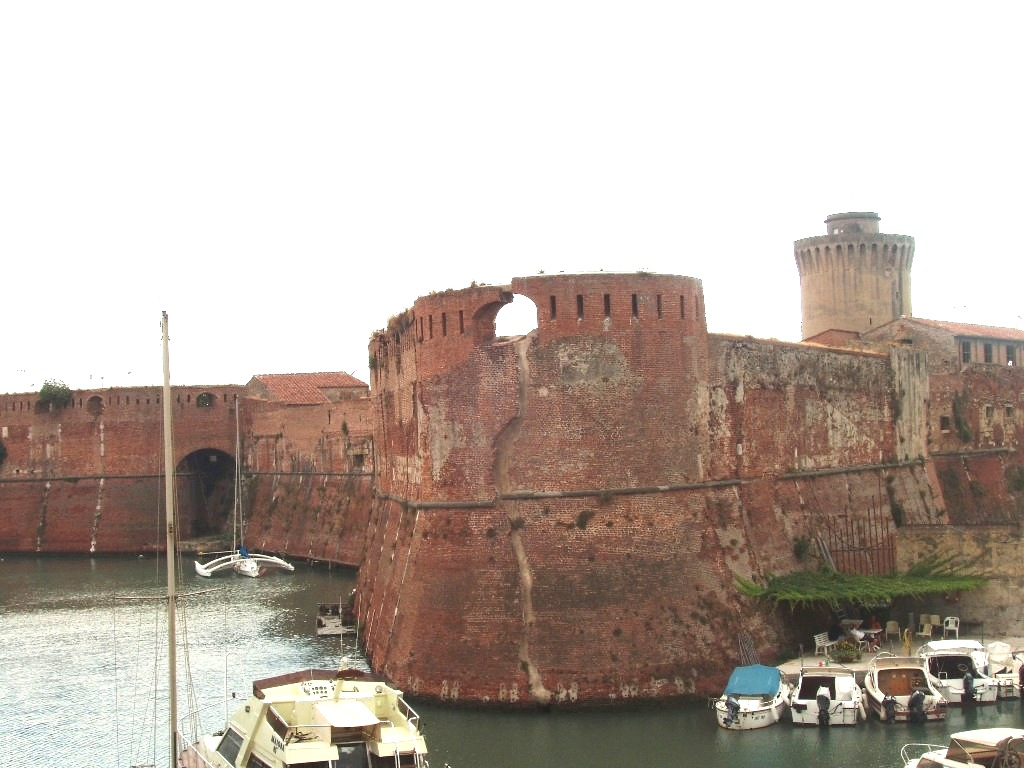
Fortezza Vecchia
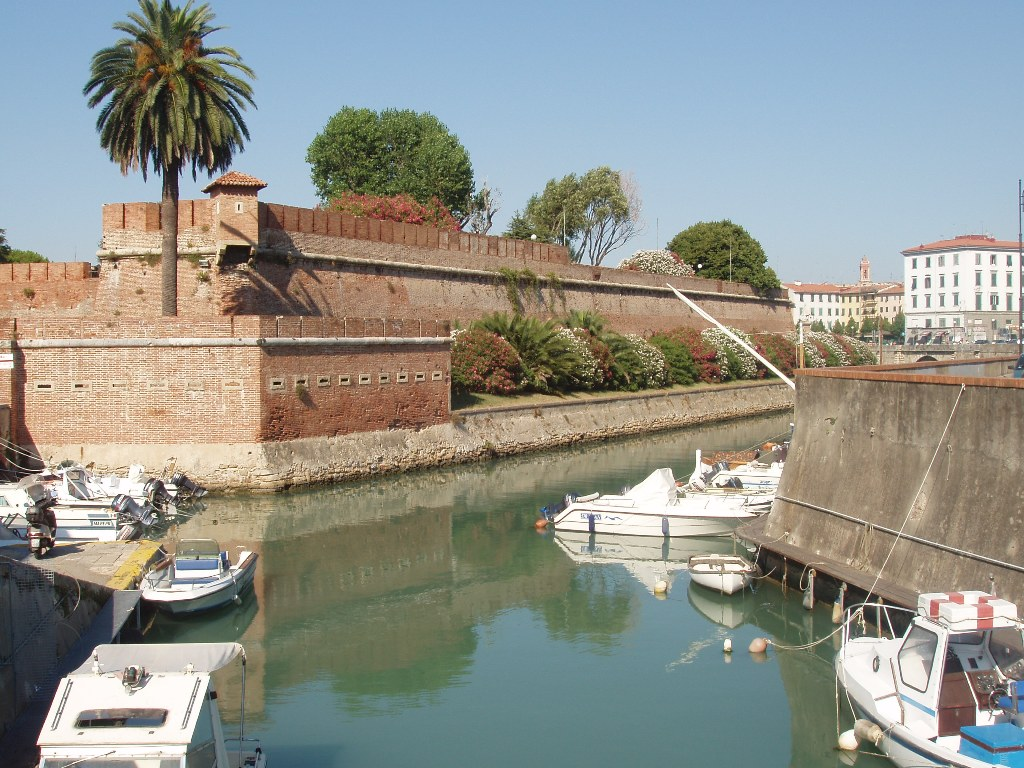
Fortezza Nuova
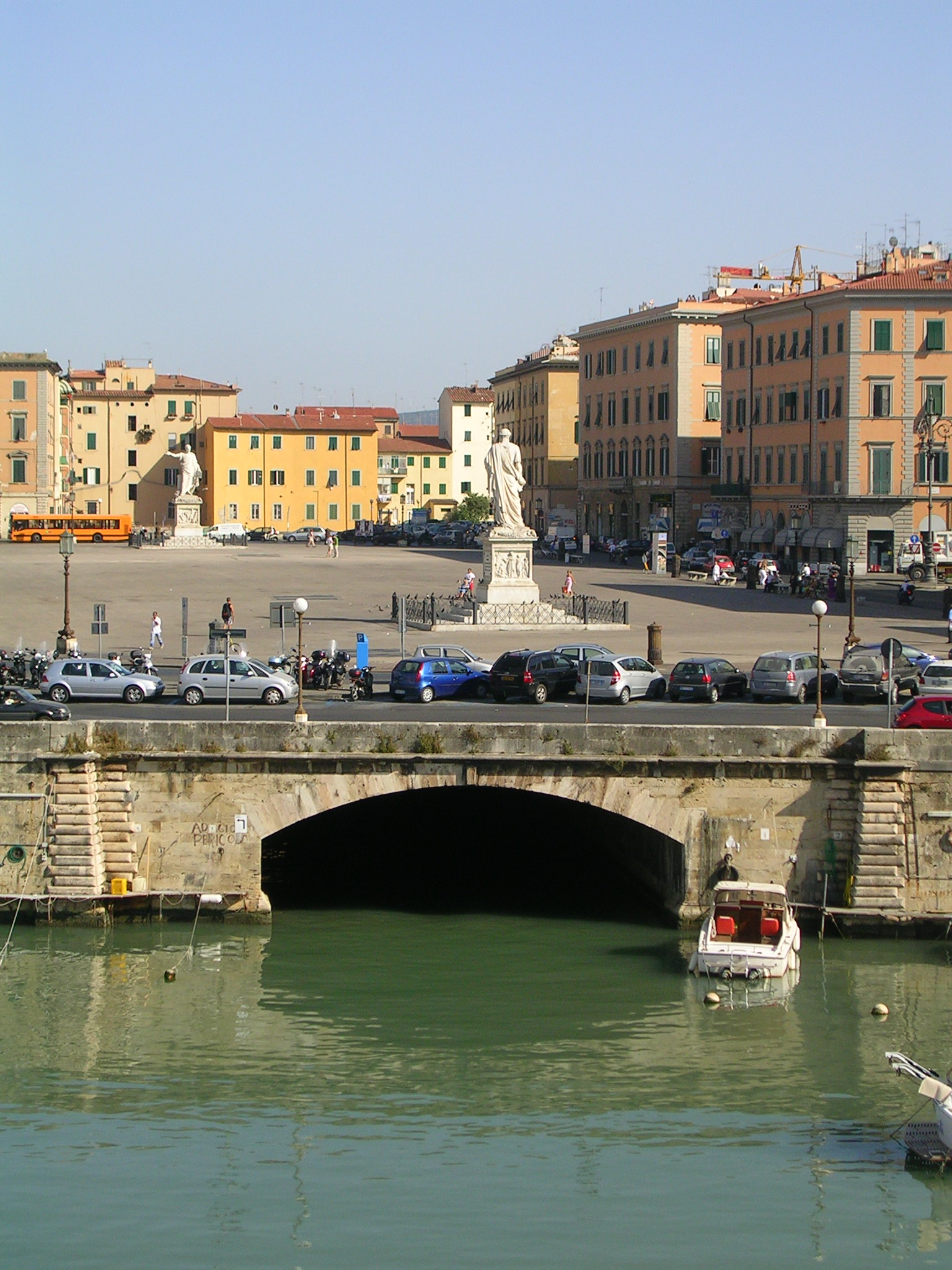
Piazza della Repubblica
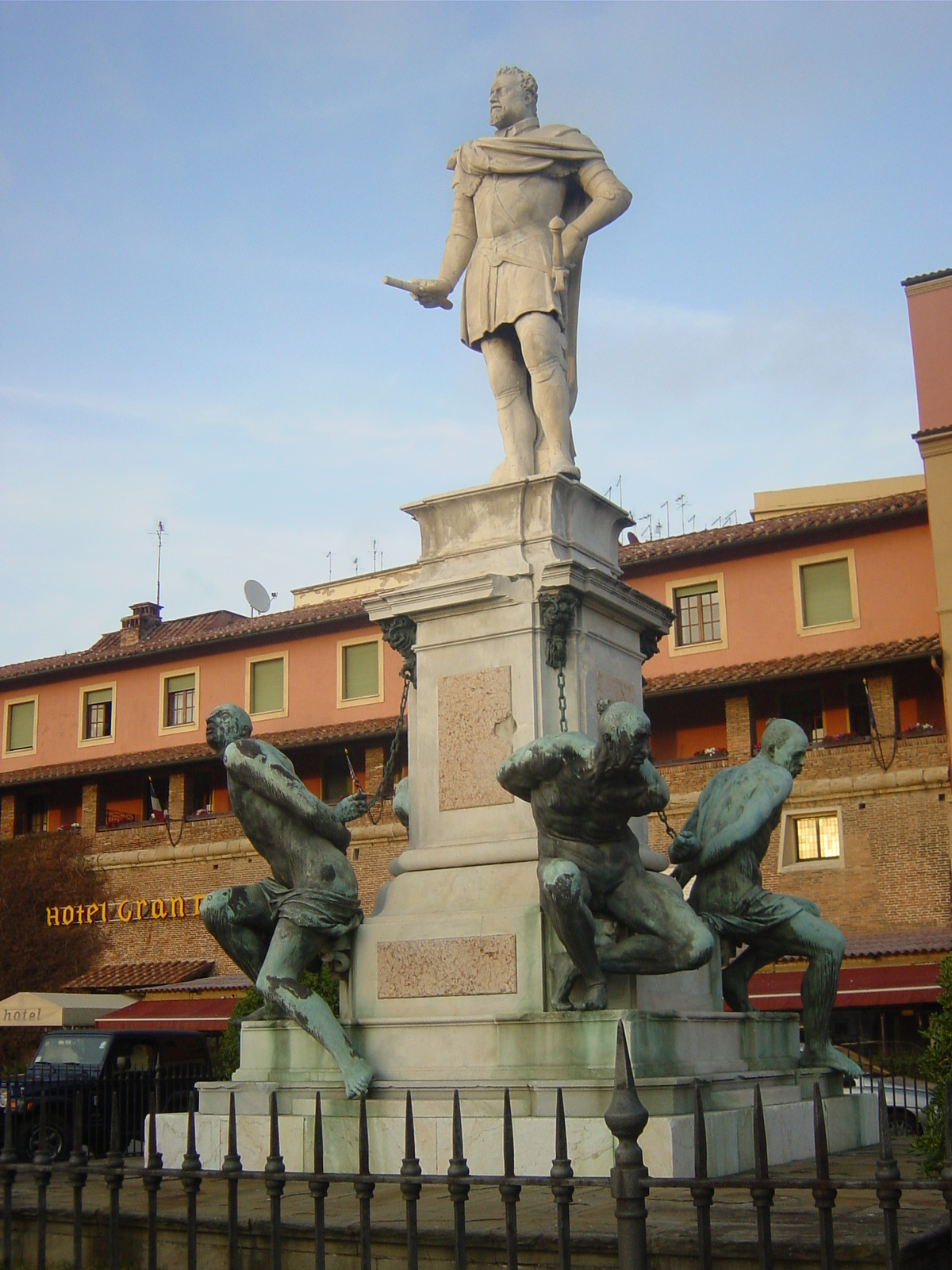
Monument Quattro Mori
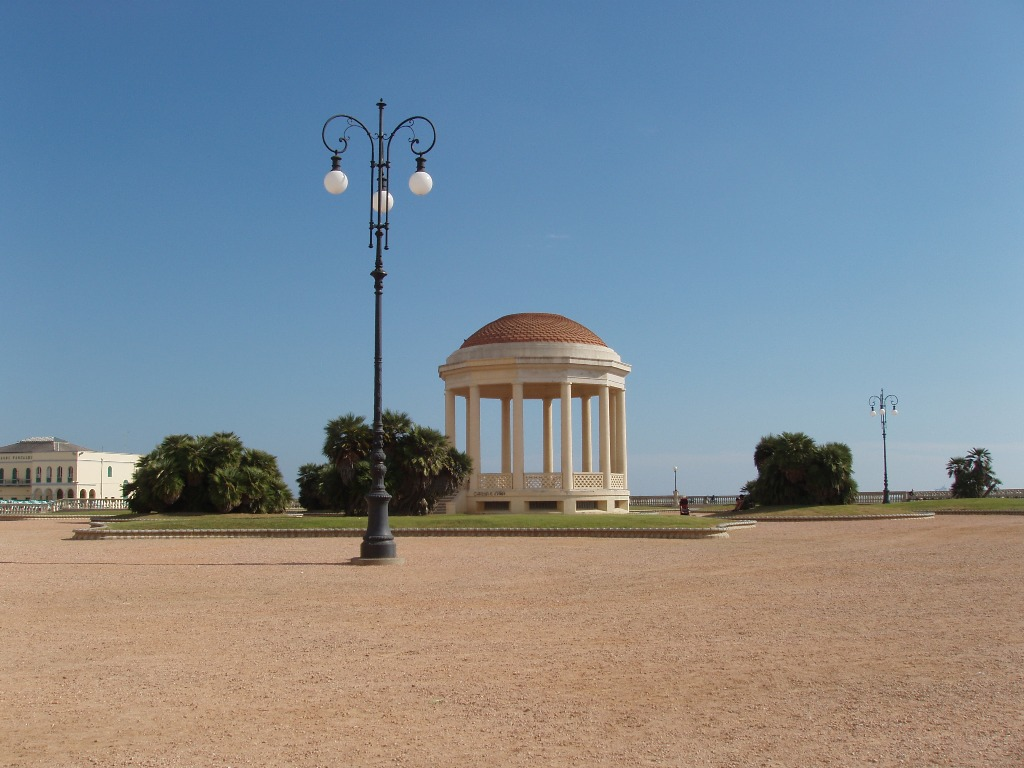
Terrazza Mascagni
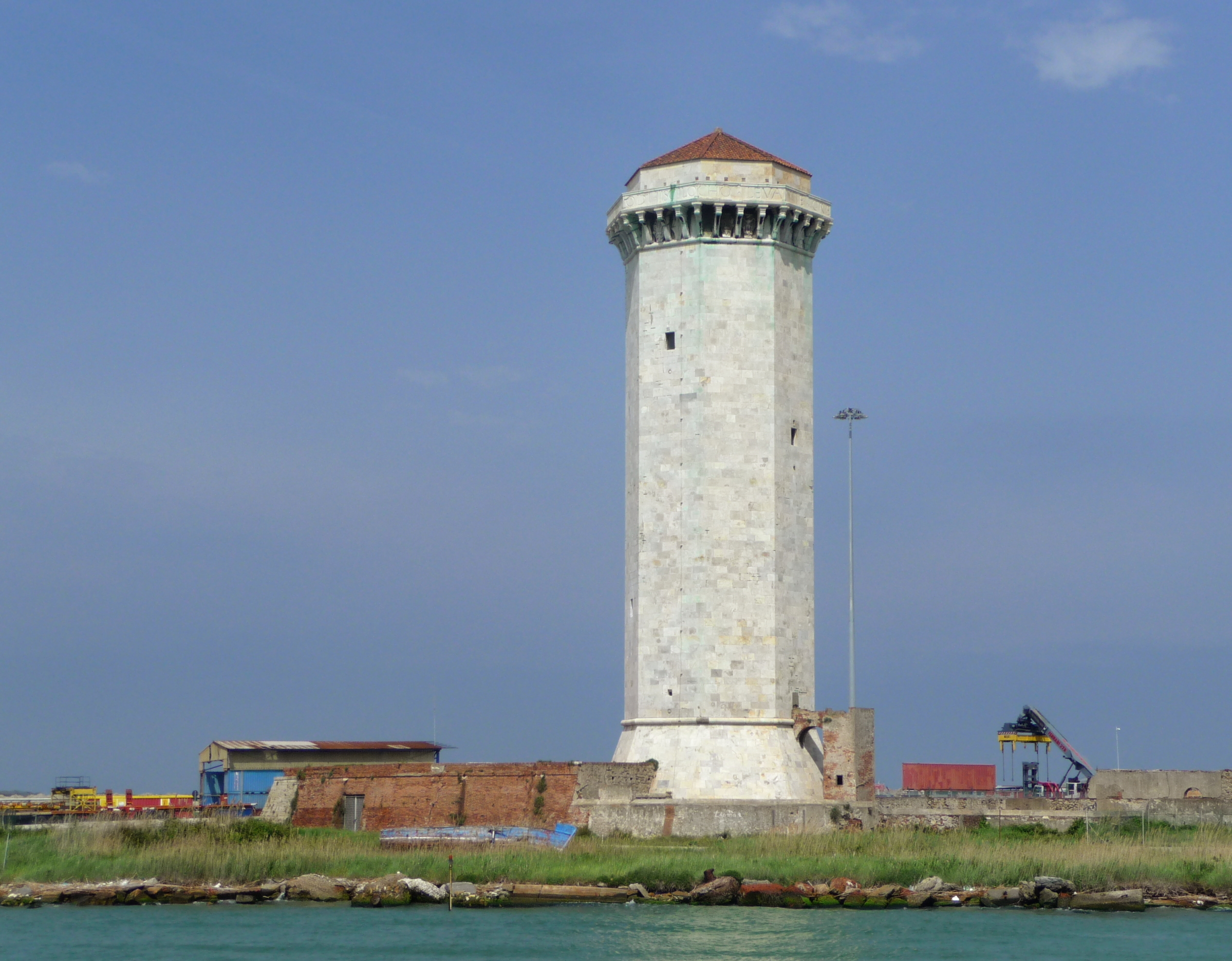
Torre del Marzocco